# Albert Streit
Albert Streit (sinh ngày 28 tháng 3 năm 1980 ở Bucharest) là một cầu thủ bóng đá người Đức hiện là tiền vệ của Đội Schalke 04 II.

## Sự nghiệp
Streit ký bản hợp đồng 3 năm cùng Eintracht Frankfurt sau khi đội bóng 1. FC Köln của anh bị xuống hạng.
Cuối mùa giải 2006-07, anh cho biết đã đạt được thoả thuận chuyển tới Schalke. Huấn luyện viên của Frankfurt Freidhel Funkel để anh ngồi ngoài một số trận, lấy lý do anh không tập luyện tốt. Sau một sự thoả thuận giữa Streit và giám đốc điều hành Heribert Bruchhagen anh được phép chuyển tới Schalke nếu Streit thi đấu tốt ở trận cuối cùng. Vụ chuyển nhượng sau đó không thành công do giám đốc điều hành của Schalke Andreas Müller từ chối trả hơn 2 triệu bảng cho Frankfurt.
Streit cho biết màn trình diễn của anh có thể giúp anh được gọi vào Đức xong Joachim Löw đã từ chối triệu tập anh.
Vào tháng 10 năm 2007, anh được đề nghị gia hạn hợp đồng thêm 2 năm, xong Streit từ chối và cho biết đã ký hợp đồng 4 năm với Schalke. Vào tháng 12 năm 2007, Eintracht Frankfurt đồng ý để Streit tới Schalke.
Vào tháng 1 năm 2009, Streit bị loại khỏi đội hình một của Schalke. Anh phải chơi cho đội II ở giải hạng 3. Anh tới Hamburger SV vào tháng 2 năm 2009 theo dạng cho mượn, sau khi anh trở lại vào tháng 7 năm 2009 được đôn lên đội dự bị; hợp đồng của anh có giá trị tơí ngày 30 tháng 6 năm 2012.